# 光華六號飛彈快艇

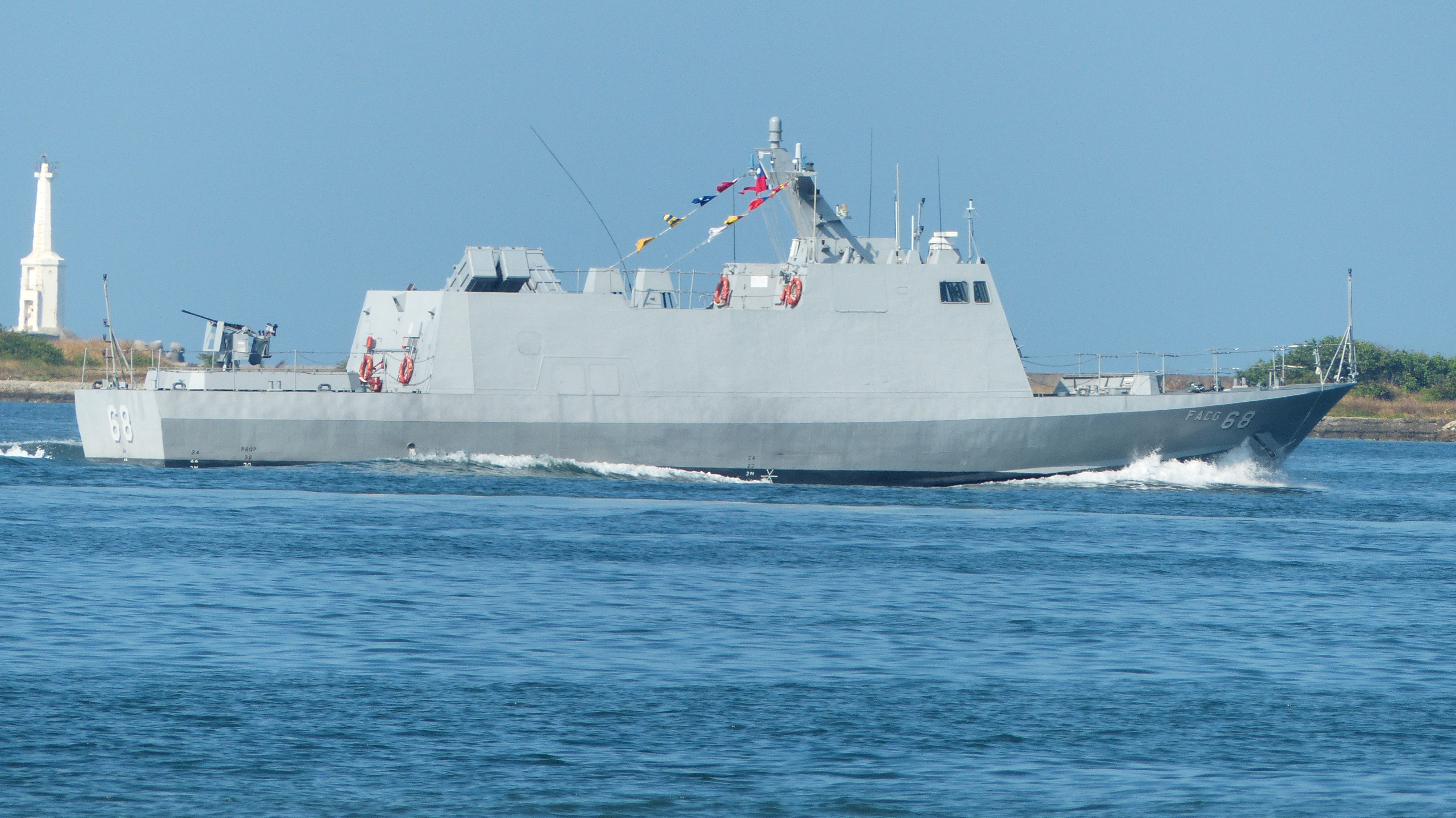
FACG-68水上操演

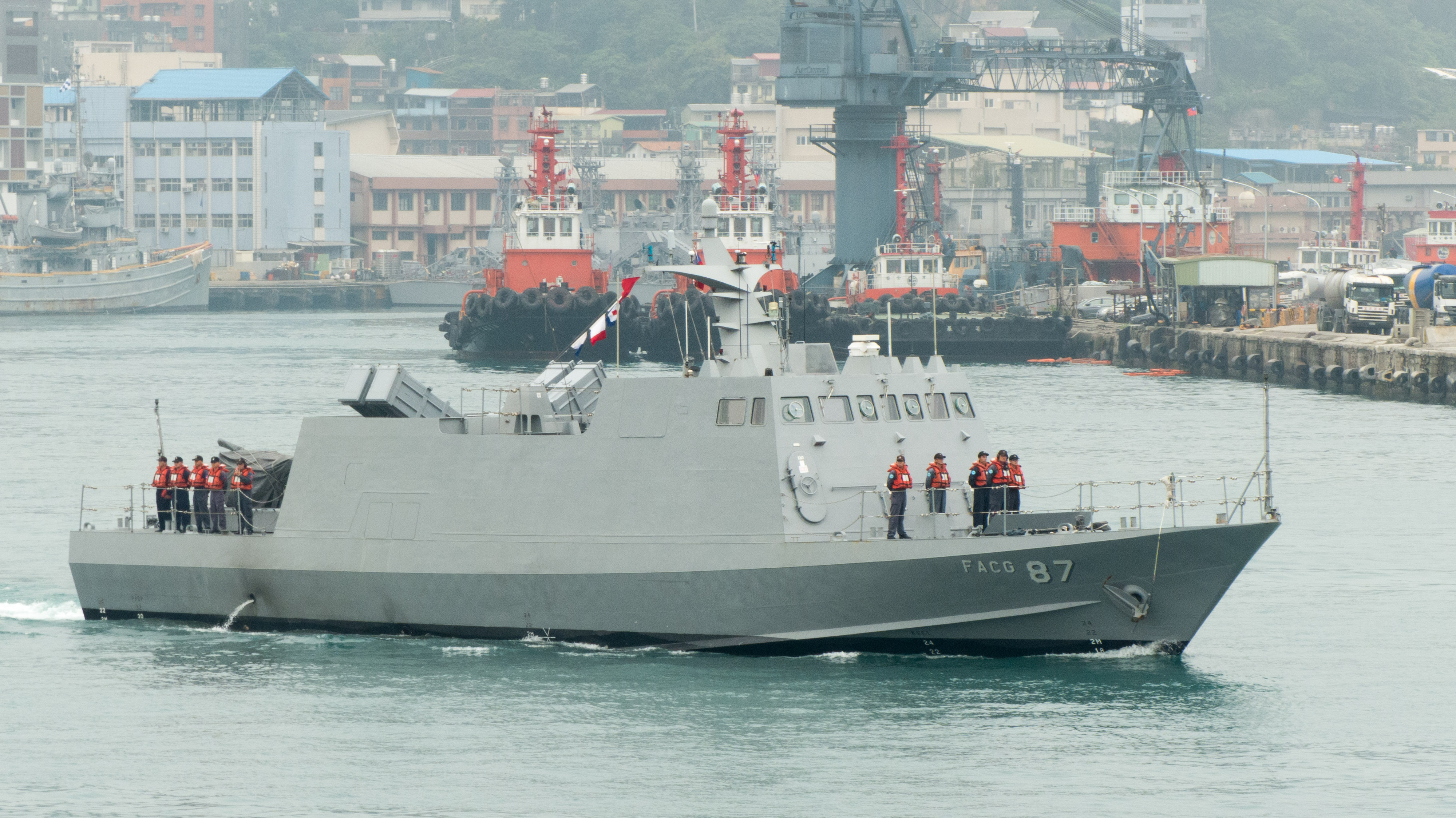
FACG-87航行於基隆港

光華六號飛彈快艇，簡稱光六，為台灣國際造船（CSBC，簡稱為台船，2007年前名為中國造船公司）為中華民國海軍製造的飛彈快艇，隸屬海軍一三一艦隊，屬於近岸作戰打擊兵力。光華六號飛彈快艇是依據中華民國海軍「光華六號」計畫案（簡稱「光六計畫」）建造的飛彈快艇，原型艇是由中華民國海軍造船發展中心自力設計建造完成，並交由位於旗津的海軍第四造船廠建造。
光六計畫共建造30艘飛彈快艇，以汰換服役將近30年的海鷗級飛彈快艇。依據中華民國國軍「國艦國造」政策，台船依據《政府採購法》的採購程序取得光華六號飛彈快艇的建造合約，每艘造價約為新台幣四億餘元，台船分15批、每批兩艘的進度交船，全案已於2011年12月2日完成。光華六號快艇服役初由海蛟大隊管理，在海蛟大隊於2014年撤銷後，改隸屬中華民國海軍131艦隊。

## 性能
光華六號為一鋼質船體，鋁質上層結構的飛彈快艇。與被取代的海鷗級飛彈快艇相比，主要動力仍為三具主機與三軸的動力搭配模式，但使用更多的數位化操作系統，不但操作更為簡潔，航行時比舊型艇更為靈敏。原型艇測試時海軍發現船隻出現「螺槳空蝕」問題，影響速度及螺槳葉片受損。雖然光華六號飛彈快艇設計有三個推進器，但如果在出任務時任何一具螺槳出現空蝕現象，飛彈快艇的快速打擊功能或多或少會受到影響。這個問題後來在量產艇時完成修正，全尺寸的螺旋槳在2008年1月8號送至德國漢堡市的船模水槽(HSVA)再檢驗，試驗結果顯示光華六號設計符合規範要求。
光華六號飛彈快艇最大特徵為採用了與康定級相同設計思維的匿蹤外觀設計，主甲板以上內傾12度、主甲板以下則外傾12度，且船體可以噴塗抗雷達波特殊匿蹤塗料，可在正對或以左右各45度角面對雷達偵測時，僅出現大小約為小型漁船的迴跡；但若遭雷達波掃到側面，效果則較為不理想，主要是因为其外置的后机炮以及护栏。由於艦內空間較小，艇上活動空間也受到限制，其內休息寢室空間小，只有簡單的衛浴設備，但適居性與耐航能力均較前一代排水量不足50噸的海鷗級算是有大幅改善。
在2005年量產艦建造計畫競標時，原本由臺船獲得海軍承包，但中信造船和慶富造船曾試圖運用政治力施壓海軍與臺船分包標案，由它們製造部分艇身區段、再由台灣國際造船進行最後組裝，不過最後並未成案。光華六號的量產全由台船實施。在海軍與台船的協調之後，量產艇設計做了部分調整，外觀上的差別上層結構明顯降低許多，艦橋也從原傾斜的30度改為20度並向前移動0.5公尺，船艙設計也因此作了小幅更動，並取消艇艏機砲。

## 武裝
光華六號飛彈快艇在船舯左右橫向配置的雄風二型反艦飛彈共4枚，由國家中山科學研究院研製，射程長達150公里可有效提升制海戰力，敵情則由大成資料鍊來指揮雄風二型進行反水面艦任務。除了主武裝，光華六號飛彈快艇另有配置AV-2干擾火箭4枚、T-74排用機槍2挺、T-75 20毫米機砲2門(原型艇)等武器；但人力操作的20mm機砲不但火力與射程不足，砲身亦無穩定與輔助瞄準裝置，實質效果有限，且有破壞艇身的匿蹤效果的問題。在後續艇中，艦艏機砲取消，僅保留艦尾機砲。
量產艇上雖然取消艦艏機砲，但是相關的甲板空間仍有預留放置機砲的空間，因此曾有民間愛好者拍攝到91號光六快艇艦艏裝設XTR102近程自動化防禦武器系統之照片，但此武裝目前未被光六艇全面採用。

## 成軍歷程
1999年
- 「光華六號」計畫案成立，但因預算排擠效應而推遲此計畫案。

2000年
- 10月，由位於高雄市左營區的海軍艦艇發展中心和中山科學研究院共同負責設計研發。

2001年
- 10月2日，原型艇FACG-60正式開工。

2002年
- 9月26日，原型艇FACG-60於高雄旗津造船廠舉行下水典禮。

2003年
- 4月，中華民國國防部對外發包此案。
- 10月1日，原型艇FACG-60正式成軍，並於「漢光十九號演習」試射雄風二型反艦飛彈成功。

2005年
- 8月，台船與中信造船相互競爭，並出現招標爭議。最後台船以新台幣120億元標得海軍「光六計畫」30艘後續飛彈快艇案，但國防部之後表達不願意履約。
- 10月17日，親民黨立法委員孫大千在立法院指稱「漢來幫」介入光六計畫，但總統府公共事務室、國防部海軍總司令部、中信造船董事長韓碧祥均駁斥此說。

2007年
- 11月26日，光華六號後續飛彈快艇案計畫在台船高雄廠區開工，由國防部海軍司令部司令王立申上將與台船代理董事長范光男共同主持；開工初期曾因裝備物料等貨困難與細部設計澄清等問題影響工程進度。同年亦向MTU亞洲分公司簽訂新台幣50億元的合約，購買90具柴油發動機。

2008年
- 9月25日，上午10時30分，光華六號原型艇（FACG-60）在嘉義縣布袋港執行漢光演習「戰備漁港再整補」課目時，在布袋港航道口消波堤外觸及海底淤沙擱淺。
- 9月26日，海軍先以吊車把4枚飛彈先行拆除。
- 10月10日，清晨5時50分，在民間拖吊業者協助下，光華六號飛彈快艇原型艇成功拖離消波塊，暫時停泊布袋港北二碼頭進行修補、檢整。
- 10月17日，光華六號飛彈快艇原型艇於下午拖抵海軍左營後勤支援指揮部旗津廠區。

2009年
- 5月26日，光華六號計畫後續艦首批艇於上午在台船高雄廠區舉行交艇，比原定交船日期2009年5月31日提前6天完工交船，由海軍司令部司令高廣圻上將及台船董事長鄭文隆共同主持，另外包括海軍前總司令苗永慶、陳邦治上將及前司令王立申上將，以及經濟部政務次長鄧振中、國防部常務次長林於豹中將、海軍政戰主任孫宜成中將與多位立法委員應邀觀禮，首批交接編號分別為FACG-61與FACG-62兩艘量產艇。
- 8月31日，第二批艇於上午在台船高雄廠區舉行交艇，由海軍司令部副司令申伯之中將及台船總經理李志城共同主持，第二批交接編號分別為FACG-63與FACG-64兩艘量產艇。
- 10月30日，第三批艇於上午在台船高雄廠區舉行交艇，由海軍司令部副司令申伯之中將及台船總經理李志城共同主持，第三批交接編號分別為FACG-65與FACG-66兩艘量產艇。
- 12月22日，第四批艇於上午在台船高雄廠區舉行交艇，由海軍司令高廣圻上將及台船公司董事長鄭文隆共同主持，第四批交接編號分別為FACG-68與FACG-69兩艘量產艇。

2010年
- 3月15日，第五批艇於上午在台船高雄廠區舉行交艇，由海軍艦指部指揮官劉俊英中將及台船公司總經理譚泰平共同主持，第五批交接編號分別為FACG-70與FACG-71兩艘量產艇。
- 5月15日，第六批艇於上午在台船高雄廠區舉行交艇，由海軍教育訓練暨準則發展指揮部指揮官李皓中將及台船總經理譚泰平共同主持，第六批交接編號分別為FACG-72與FACG-73兩艘量產艇。
- 5月18日，第一個換裝光華六號飛彈快艇的海蛟五中隊於左營軍港西碼頭，由參謀總長林鎮夷上將代表國防部長高華柱於上午宣布成軍令、頒贈成軍印信後，正式成軍。隸屬海蛟五中隊的光華六號飛彈快艇編號為FACG-61、62、63、64、65、66、68、69、70、71等十艘，再加上編號FACG-60的光華六號飛彈快艇原型艇總計十一艘，中隊長由吳信賢少校擔任。
- 7月16日，第七批艇於上午在台船高雄廠區舉行交艇，由海軍艦隊指揮部副指揮官薩曉雲中將及台船公司總經理譚泰平共同主持。第七批交接編號分別為FACG-74與FACG-75兩艘量產艇。
- 11月12日，第八批艇於上午在左營海鷗營區舉行編成暨成軍典禮，海軍副司令李仲威中將由艦指部指揮官姜龍安中將陪同主持。第八批交接編號分別為FACG-77與FACG-78兩艘量產艇。
- 11月22日，第九批艇於上午在台船高雄廠區舉行交艇，由海軍副司令劉俊英中將與台船公司總經理譚泰平共同主持。第九批交接編號分別為FACG-79與FACG-80兩艘量產艇。

2011年
- 3月25日，第十一批艇於上午在台船公司高雄廠區舉行交艇，由海軍艦隊指揮部指揮官姜龍安中將及台船公司總經理黃順章共同主持，第十一批交接編號分別為FACG-83與FACG-84兩艘量產艇。
- 4月7日，第二個換裝光華六號飛彈快艇的海蛟一中隊於蘇澳中正基地舉行「光華六號81、82艇成軍暨海蛟一中隊換裝典禮」，馬英九總統由總統府秘書長伍錦霖、國安會秘書長胡為真、國防部長高華柱、參謀總長林鎮夷上將、海軍司令高廣圻上將等人陪同主持。隸屬海蛟一中隊的光華六號飛彈快艇編號為FACG-72、73、74、75、77、78、79、80、81、82等十艘。
- 10月12日，第十五批艇、也是最後一批艇於上午在台船公司高雄廠區舉行交艇，由海軍司令董翔龍上將及台船公司董事長譚泰平共同主持。第十五批交接編號分別為FACG-92與FACG-93兩艘量產艇，也象徵「光華六號計畫後續艇建造案」已全數完成。
- 12月2日，第三個換裝光華六號飛彈快艇的海蛟二中隊於左營軍港西碼頭舉行「光華六號92、93艇編成、成軍暨海蛟二中隊換裝典禮」，由海軍艦指部指揮官姜龍安中將於上午宣布成軍令、頒贈成軍印信，正式成軍。隸屬海蛟二中隊的光華六號飛彈快艇編號為FACG-83、84、86、87、88、89、90、91、92、93等十艘。

## 護漁演習
2013年5月16日，國軍為宣誓護漁決心，與海巡署舉行護漁海空聯合操演，此操演中4艘光華六號飛彈快艇在小琉球南邊海域，進行反快艇操演。

## 組織
光華六號飛彈快艇共有三個中隊，每個中隊約十艘快艇，合共三十一艘快艇。

## 同型艇
| 編號    | 開工日期       | 下水日期      | 交船日期       | 服役日期       | 編制                   | 備註                                                                                       |
| ------- | -------------- | ------------- | -------------- | -------------- | ---------------------- | ------------------------------------------------------------------------------------------ |
| FACG-60 | 2001年10月2日  | 2002年10月3日 | 2003年4月1日   | 2003年10月1日  | 原型艇、隸屬海蛟五中隊 |                                                                                            |
| FACG-61 | 2007年11月26日 | 2008年11月6日 | 2009年5月26日  | 2009年8月28日  | 量產艇、隸屬海蛟五中隊 |                                                                                            |
| FACG-62 | 2007年11月26日 | 2008年11月6日 | 2009年5月26日  | 2009年8月28日  | 量產艇、隸屬海蛟五中隊 |                                                                                            |
| FACG-63 | 2008年         | 2009年2月25日 | 2009年8月31日  | 2009年11月10日 | 量產艇、隸屬海蛟五中隊 |                                                                                            |
| FACG-64 | 2008年         | 2009年2月25日 | 2009年8月31日  | 2009年11月10日 | 量產艇、隸屬海蛟五中隊 |                                                                                            |
| FACG-65 | 2008年9月7日   | 2009年5月22日 | 2009年10月30日 | 2009年12月17日 | 量產艇、隸屬海蛟五中隊 |                                                                                            |
| FACG-66 | 2008年9月7日   | 2009年5月22日 | 2009年10月30日 | 2009年12月17日 | 量產艇、隸屬海蛟五中隊 |                                                                                            |
| FACG-68 | 2008年         | 2009年7月8日  | 2009年12月22日 | 2010年2月10日  | 量產艇、隸屬海蛟五中隊 |                                                                                            |
| FACG-69 | 2008年         | 2009年7月8日  | 2009年12月22日 | 2010年2月10日  | 量產艇、隸屬海蛟五中隊 |                                                                                            |
| FACG-70 |                | 2009年        | 2010年3月15日  | 2010年5月18日  | 量產艇、隸屬海蛟五中隊 |                                                                                            |
| FACG-71 |                | 2009年        | 2010年3月15日  | 2010年5月18日  | 量產艇、隸屬海蛟五中隊 |                                                                                            |
| FACG-72 | 2009年         |               | 2010年5月15日  | 2010年7月15日  | 量產艇、隸屬海蛟一中隊 |                                                                                            |
| FACG-73 | 2009年         |               | 2010年5月15日  | 2010年7月15日  | 量產艇、隸屬海蛟一中隊 |                                                                                            |
| FACG-74 | 2009年         | 2010年        | 2010年7月16日  | 2010年9月      | 量產艇、隸屬海蛟一中隊 |                                                                                            |
| FACG-75 | 2009年         | 2010年        | 2010年7月16日  | 2010年9月      | 量產艇、隸屬海蛟一中隊 |                                                                                            |
| FACG-77 | 2009年         | 2010年        | 2010年9月27日  | 2010年11月12日 | 量產艇、隸屬海蛟一中隊 |                                                                                            |
| FACG-78 | 2009年         | 2010年        | 2010年9月27日  | 2010年11月12日 | 量產艇、隸屬海蛟一中隊 |                                                                                            |
| FACG-79 | 2009年         | 2010年        | 2010年11月22日 | 2011年1月10日  | 量產艇、隸屬海蛟一中隊 |                                                                                            |
| FACG-80 | 2009年         | 2010年        | 2010年11月22日 | 2011年1月10日  | 量產艇、隸屬海蛟一中隊 |                                                                                            |
| FACG-81 |                | 2010年        | 2011年1月      | 2011年4月7日   | 量產艇、隸屬海蛟一中隊 |                                                                                            |
| FACG-82 |                | 2010年        | 2011年1月      | 2011年4月7日   | 量產艇、隸屬海蛟一中隊 |                                                                                            |
| FACG-83 | 2010年3月5日   | 2010年10月8日 | 2011年3月25日  | 2011年5月19日  | 量產艇、隸屬海蛟二中隊 |                                                                                            |
| FACG-84 | 2010年3月5日   | 2010年10月8日 | 2011年3月25日  | 2011年5月19日  | 量產艇、隸屬海蛟二中隊 |                                                                                            |
| FACG-86 | 2010年         |               | 2011年5月      | 2011年7月13日  | 量產艇、隸屬海蛟二中隊 | 近程自動化防禦武器系統測試二代艦載型海基自動化防禦系統 光六測試曝光 （页面存档备份，存于） |
| FACG-87 | 2010年         |               | 2011年5月      | 2011年7月13日  | 量產艇、隸屬海蛟二中隊 |                                                                                            |
| FACG-88 | 2010年         | 2011年        | 2011年7月      | 2011年8月17日  | 量產艇、隸屬海蛟二中隊 |                                                                                            |
| FACG-89 | 2010年         | 2011年        | 2011年7月      | 2011年8月17日  | 量產艇、隸屬海蛟二中隊 |                                                                                            |
| FACG-90 | 2010年         | 2011年        | 2011年8月23日  | 2011年10月18日 | 量產艇、隸屬海蛟二中隊 |                                                                                            |
| FACG-91 | 2010年         | 2011年        | 2011年8月23日  | 2011年10月18日 | 量產艇、隸屬海蛟二中隊 | 加裝XTR-102系統                                                                            |
| FACG-92 | 2010年10月29日 | 2011年5月30日 | 2011年10月12日 | 2011年12月2日  | 量產艇、隸屬海蛟二中隊 |                                                                                            |
| FACG-93 | 2010年10月29日 | 2011年5月30日 | 2011年10月12日 | 2011年12月2日  | 量產艇、隸屬海蛟二中隊 |                                                                                            |